# Beckmannia
Beckmannia là một chi thực vật có hoa trong họ Hòa thảo (Poaceae).

## Loài
Chi Beckmannia gồm các loài: